# Mary Lee Settle
Mary Lee Settle, née le 29 juillet 1918 à Charleston (Virginie-Occidentale) en Virginie-Occidentale et morte le 27 septembre 2005 à Ivy en Virginie, d'un cancer du poumon, est une écrivaine américaine.

## Biographie
Après de courtes études, elle s'installe à New York dans le but de devenir actrice ou modèle. Pendant la Seconde Guerre mondiale, elle rejoint la Women's Auxiliary Air Force puis l'Office of War Information. Elle devient ensuite professeur et enseigne dans différents endroits, notamment à l'Université de Virginie.
Elle est surtout connue pour sa série de cinq romans nommé The Beulah Quintet, une histoire de la Virginie-Occidentale. Elle obtient le National Book Award en 1978 pour Blood Tie.

## Œuvres
Ses œuvres ne sont pas traduites en français.

### Romans et mémoires

#### The Beulah Quintet
- Prisons (1973)[3]
- O Beulah Land (1956)
- Know Nothing (1960)
- The Scapegoat (1980)
- The Killing Grounds (1982)

#### Autres romans et mémoires
- The Love Eaters (1954)
- The Kiss of Kin (1955)
- Fight Night on a Sweet Saturday (1964)
- All the Brave Promises: The Memories of Aircraft Woman 2nd Class 2146391 (1966)
- The Clam Shell (1970)
- Blood Tie (1977)
- Celebration (1986)
- Charley Bland (1989)
- Turkish Reflections: A Biography of Place (1991)
- Choices (1995)
- Addie: A Memoir (1998)
- I, Roger Williams: A Novel (2002)
- Spanish Recognitions: The Road from the Past (2004)

### Essais
- All the Brave Promises
- The Scopes trial
- Water World

## Distinctions
- 1982 : Prix Janet Heidinger Kafka pour l'ouvrage The Killing Ground[4]